# Paraboea gracillima
Paraboea gracillima är en tvåhjärtbladig växtart som beskrevs av R. Kiew. Paraboea gracillima ingår i släktet Paraboea och familjen Gesneriaceae. Inga underarter finns listade i Catalogue of Life.